# Mato Kosyk
Mato Kosyk (Mathias Kossick) (18. června 1853 Wjerbno, Německo – 22. listopadu 1940 Albion, Oklahoma) byl lužickosrbský básník, publicista a prozaik. Svá díla psal dolnolužickou srbštinou.

## Biografie
Mato Kosyk byl synem drobného rolníka. V letech 1867–73 studoval na gymnáziu v Chotěbuzi, na které byl přijat po přímluvě wjerbnanského faráře. Studia nedokončil a začal pracovat na Lipsko – Drážďanské železnici jako telegrafista. V Lipsku se jako samouk začal seznamovat se základy poetiky a také zde vznikaly jeho první básně. Kvůli onemocnění odešel v roce 1877 ze služby na železnici a vrátil se do rodného Wjerbna. Navázal čilé styky s hornolužickými vlastenci, Michałem Hórnikem a Arnoštem Mukou. V Błótach se seznámil s Georgem Sauerweinem, toto setkání jej povzbudilo k další literární tvorbě.
Ve Wjerbně prožil Kosyk šest let intenzivní literární tvorby. Napsal zde mnoho lyrických básní, které později zařadil do sbírek Pytajcy duch (Zvědavá duše), Žeśecy raj (Dětský ráj) a dalších. K epickým básním patří třídílná Serbska swajžba w Błotach (Srbská svatba na Blatech) napsaná v hexametrech a trilogie Serbskich woścow śerpjenja a chwalba, která obsahuje také báseň Pśerada markroby Gera (Zrada markraběte Gera). Kromě toho se M. Kosyk aktivně účastnil založení dolnosrbské Matice a spoluredigoval noviny Casnik.
Když Kosykovi došly uspořené peníze, které vydělal na železnici, rozhodl se na podzim roku
1883 přidat se k emigrantům z Wjerbna a z okolních vsí, kteří odcházeli do USA. Značnou roli v tomto rozhodnutí hrál jeho záměr vystudovat v Americe teologii, protože zde k zápisu na studia nebyla vyžadována maturita jako v Německu. Po studiích ve Springfieldu se stal pastorem německého lutherského sboru. V Americe napsal cyklus básní W cuzej zemi (V cizí zemi). Po smrti bratra v roce 1886 se vrátil do Německa a snažil se získat zde místo pastora. Protože byl odmítnut, vrátil se do USA, získal americké občanství, založil zde rodinu a od roku 1913 žil na farmě v Albionu, kde také zemřel.
Zpěvností a poetikou ovlivnila Kosykova tvorba lužickou literaturu začátku 20. století, zejména pak dolnolužickou básnířku Minu Witkojc.

## Dílo
- Serbska swajźba w Błotach, 1880
- Pśerada markgroby Gera, 1881
- Branibora Pad, 1882
- Zběrka dolnoserbskich pěsnjow, 1893
- Zhromadźene spisy
- Pěsni, 1929–1930
- Seznam děl v Souborném katalogu ČR, jejichž autorem nebo tématem je Mato Kosyk